# Mora de Luna
Mora de Luna es una localidad del municipio de Los Barrios de Luna situada en la comarca de Luna, en la provincia de León, España, y en la confluencia del río de Sagüera y el río Luna. Dista 5 km de Los Barrios de Luna y 40 km de León. El terreno comunal, muy montañoso, tiene una superficie aproximada de 5 km². La población es de 57 habitantes en 2023, población que en verano aumenta considerablemente.

Limita al norte con Sagüera de Luna, al este y al sur con Vega de Caballeros y al noroeste con Los Barrios de Luna.

El gobierno de los asuntos locales lo ejerce el alcalde pedáneo por el sistema de concejo abierto. 

No tiene edificios notables. La iglesia, dedicada a los santos Justo y Pastor cuya fiesta se celebra el primer fin de semana del mes de agosto, es sencilla y fue reconstruida hacia el año 1962. 
 
A las afueras del pueblo está la central hidroeléctrica dedicada a San Isidoro, construida por ELSA. 
Conocida como La Central de Mora, actualmente pertenece a Gas Natural Fenosa. Produce 80 megavatios anuales con el agua que recibe desde el Embalse de Barrios de Luna al que está unida por un túnel de 3,6 km de longitud. Ambas obras se inauguraron en septiembre de 1956. 

El clima, como el de la montaña occidental leonesa, es frío con una media de 18º el mes más caluroso y 1º el mes más frío, siendo las temperaturas mínima y máxima absolutas de -25º y 36º. La precipitación media anual es de 1200mm, con unos 40 días de nieve al año.

## Comunicaciones
A Mora se va desde León por la carretera conocida como de Villablino o de Caboalles. El tramo de esta carretera hasta Canales-La Magdalena (33 km.), se denomina CL-623 y desde aquí (7 km.), CL-626. Esta última es una carretera de montaña bastante deficiente. .

En Mora de Luna se inicia el camino vecinal de 3 km de longitud, que desde la carretera CL-626 llega hasta Sagüera de Luna.

## Evolución
El pueblo, según la tradición oral, nació en la antigüedad como una venta. En el Catastro del Marqués de la Ensenada de 1752 ya figura como pueblo completamente consolidado, con 25 vecinos y donde le define como un pueblo de la comarca de Luna de Arriba, del señorío de los condes de Luna.

La economía tradicional (hoy inexistente) basada en la ganadería mantenía un equilibrio entre el ganado ovino y cabrío que aprovechaba los pastos más agrestes y el vacuno que se mantenía de las vegas circundantes. La agricultura, de menor peso económico, estaba orientada al autoabastecimiento. El río Luna además de regar las vegas, también ha sustentado la economía aportando pesca de truchas, barbos, cangrejos y anguilas.

La población se ha mantenido estable en unos 35 - 40 vecinos hasta la mediados del siglo XX cuando alcanzó su época de mayor población debido a la construcción del túnel y la central hidroeléctrica asociados al embalse de Los Barrios de Luna. La muerte de los más mayores y el éxodo de los jóvenes, no compensados con nuevos nacimientos, hace que la población disminuya progresivamente. Ahora ya no se ara la tierra, ni se siega la hierba, ni se siembran ni siegan los cereales, ya no se usan las eras, ni se sacan los rebaños al monte.

## Evolución demográfica
| 2000 | 2001 | 2002 | 2003 | 2004 | 2005 | 2006 | 2007 | 2008 | 2009 | 2010 | 2011 | 2023 |
| 61   | 62   | 59   | 59   | 55   | 56   | 55   | 53   | 60   | 60   | 61   | 58   | 57   |